# さいたま市指定文化財一覧
さいたま市指定文化財一覧は、埼玉県さいたま市指定の文化財の一覧。浦和市指定文化財、大宮市指定文化財、与野市指定文化財、岩槻市指定文化財はさいたま市成立とともにさいたま市指定文化財に移行している。分類は市資料による。

## 有形文化財 建造物
- 洞雲寺の山門
- 中野田不動堂
- 玉蔵院山門
- 吉祥寺山門
- 大間木氷川神社本殿
- 与野小村田氷川神社本殿
- 大熊家表門（旧浦和宿本陣表門）
- 旧高野家離座敷
- 旧高野家住宅
- 大門宿脇本陣表門
- 上大久保氷川神社本殿
- 龍門寺山門
- 道祖土神明社本殿
- 附島氷川女体社本殿
- 沼影観音堂厨子
- 深井家長屋門
- 重殿社本殿
- 大谷場氷川神社本殿
- 西堀氷川神社本殿
- 玉蔵院地蔵堂
- 駒形権現神社須賀神社本殿
- 岩槻城裏門
- 岩槻城城門（黒門）
- 旧蓮見家住宅
- 旧綿貫家住宅
- 旧野口家住宅
- 旧武笠家表門
- 旧坂東家住宅
- 観音寺四脚門
- 國昌寺門
- 観音寺観音堂
- 一乗院仁王門
- 永田家長屋門及び簓子塀
- 調神社旧本殿
- 大久保神社本殿並びに境内社豊栄社本殿及び稲荷社本殿
- 大宮氷川神社摂社門客人神社本殿・摂社天津神社本殿・末社御嶽神社本殿
- 太田窪氷川神社本殿
- 太田諏訪神社本殿

## 有形文化財 絵画
- 氷川神社横山大観作「秋色武蔵国」
- 廓信寺紙本着色釈迦涅槃図　服部尚匡筆
- 絹本著色両界曼荼羅図
- 高木地蔵堂紙本着色十王地獄図
- 紙本着色三千仏図
- 長伝寺「絹本着色阿弥陀如来画像」
- 小茂田青樹筆　茶の花図
- 扇面三十六歌仙絵
- 圓蔵院絹本着色十二天画像
- 林光寺絹本着色真言八祖画像

## 有形文化財 彫刻
- 木造地蔵菩薩半跏像
- 興徳寺木造虚空蔵菩薩坐像
- 興徳寺木造地蔵菩薩坐像
- 興徳寺木造弥勒菩薩坐像
- 観音寺木造聖観音菩薩立像
- 圓蔵院円空作観音像
- 円空仏
- 廓信寺鳳凰文欄間　服部尚匡作
- 阿弥陀三尊像
- 阿弥陀如来坐像
- 阿弥陀如来三尊像
- 金剛院仁王門の金剛力士像
- 丸ヶ崎円空作菩薩形坐像
- 金剛院木造宝冠釈迦如来坐像
- 観音堂円空作観音像他一躰
- 観音堂円空作龍頭観音像他三躰
- 浄安寺の円空仏
- 木造不動明王坐像および二童子像
- 山崎家円空作観音像
- 松本家円空作天神像
- 木造阿弥陀如来立像
- 長伝寺「木造閻魔王坐像」
- 大圓寺木造聖観音菩薩坐像
- 正圓寺「板彫阿弥陀聖衆来迎図」
- 木造聖観音菩薩坐像
- 銅造不動明王坐像
- 長伝寺木造聖観音坐像
- 川城家円空作阿弥陀・観音像
- 山田家円空作観音像
- 地蔵院円空作不動明王像
- 木造観音菩薩立像
- 宝積寺円空作役行者像
- 満蔵寺円空作阿弥陀像
- 木造十一面観音立像
- 木造観音形坐像
- 銅造阿弥陀如来立像
- 木造薬師如来坐像及び日光・月光菩薩立像
- 木造役行者及び二鬼像
- 圓福寺木造釈迦如来坐像
- 木造伝西方寺開山像
- 木造男神立像　女神立像
- 萬年寺木造釈迦如来坐像
- 木造聖観音立像
- 木造如来形坐像
- 正福寺円空作十一面観音像他一躰
- 阿弥陀堂木造阿弥陀如来坐像
- 廓信寺木造金剛力士立像
- 薬王寺円空作仏像群

## 有形文化財 工芸品
- 普門院高蒔絵飾棚
- 富士鳳凰様衝立
- 時の鐘
- 武州与野町講中神酒枠
- 鏝絵の絵馬
- 林光寺銅鐘
- 文明鰐口
- 薬王院の鰐口
- 高木地蔵堂鰐口
- 三味線　古近江作
- 氷川女體神社古社宝類
- 浦和仲町の神酒枠
- 圓乘院舎利宝塔
- 圓乘院金銅花籠
- 圓乘院けまん
- 圓乘院「木製柄香炉形仏具」
- 鰐口（東漸寺）
- 宝来神明社銅鏡
- 密教法具（金剛寺）
- 密教法具（一乗院）
- 仏眼舎利宝塔
- 長福寺懸仏
- 大圓寺古天明霰釜
- 長伝寺「木製三葉葵紋香炉」
- 半鐘
- 太子堂鰐口
- 南蛮鉄の灯籠
- 医王寺の銅鐘
- 見性院霊廟三具足
- 神輿鳳凰

## 有形文化財 書跡典籍古文書
- 大雲文竜書大弁才尊天号
- 日蓮上人断簡第三紙
- 調神社扁額
- 金剛山内外院代々古今記録
- 三條実美筆鳳翔閣竪額
- 神明宮扁額
- 絹本墨書総延授総悦血脈
- 紙本墨書三千仏名経
- 鈴木荘丹自筆の俳句
- 高野家書籍
- 岩井家所蔵文書
- 慶長の検地帖
- 大島家文書
- 北条氏綱制札、北条氏印判状
- 井原家古文書
- 観智国師関係史料
- 鈴木荘丹関係史料
- 寛文五年二月武蔵国足立郡五関村水帳外十五冊
- 氷川神社文書
- 東角井家所蔵文書
- 西角井家所蔵文書
- 井上家所蔵文書
- 小島勘太夫家文書
- 会田家文書
- 小谷三志関係資料
- 旧浦和宿本陣文書
- 浅子家所蔵大和田村文書
- 厚沢家文書
- 慈眼寺文書
- 武笠家文書
- 氷川女體神社旧神主家武笠文書
- 太田氏房印判状
- 慈恩寺文書
- 若谷家文書
- 小島家文書
- 大田窪村元和検地帳写
- 酒井忠世書状
- 木内家文書
- 調宮縁起
- 勝田家文書
- 玉蔵院寺領寄進状及び朱印状
- 大泉院寺領寄進状及び朱印状
- 氷川女體神社社領寄進状及び朱印状
- 伊達政宗書状
- 慈眼寺朱印状
- 林光寺朱印状
- 圓乘院朱印状
- 妙行寺朱印状
- 榎本家文書
- 島村家所蔵大和田村文書（県文書館寄託）
- 島村家所蔵大和田村文書（市博物館寄託）
- 稲垣田龍関係史料(自然科学関係)
- 細淵家文書
- 北条家印判状
- 天正十九年道場村検地帳写
- 短才見聞録
- 氷川女體神社諸事控
- 都築家文書
- 深井家文書
- 沼影観音堂関係文書
- 大崎村検地帳
- 石川家文書
- 岡田家文書
- 片岡家文書
- 井上家文書
- 北澤家文書

## 有形文化財 考古資料
- 弥生式土器つぼ（さいたま市立浦和博物館所蔵）
- 弥生式土器台付かめ
- 弥生式土器つぼ
- 弥生式土器脚付かめ（白幡中学校出土）
- 弥生式土器脚付かめ（別所小学校出土）
- 弥生式土器つぼ（土合中学校出土）
- 大谷場遺跡出土晩期縄文式土器
- 満蔵寺板石塔婆
- 二ツ宮阿弥陀堂板石塔婆
- 宝積寺板石塔婆
- 大日堂板石塔婆
- 法願寺板石塔婆群
- 鎧塚出土の石函
- 布目瓦
- 片柳板石塔婆
- 真福寺板石塔婆
- 地蔵図像板碑
- 東光院五輪塔
- 丸ヶ崎六地蔵石仏
- 阿弥陀板石塔婆
- 一石五輪塔
- 長福寺板石塔婆群
- 別所遺跡出土和泉式土器
- 大谷場貝塚出土諸磯式土器
- 北宿西遺跡出土旧石器資料
- 白鍬宮腰遺跡出土品
- 注口土器
- 壺形土器
- 二十一仏板石塔婆
- つかのこし古墳出土品
- 井沼方遺跡方形周溝墓出土品
- 中川の旧石器時代資料
- 大和田の旧石器時代資料
- 弥生時代の銅鏡・銅鏃
- 弥生時代のガラス玉・鉄製鎌
- 線刻画付人物埴輪
- 口琴・金銅仏・浄瓶など平安時代の祭祀遺物
- 松木遺跡出土土偶
- 側ケ谷戸古墳群11号古墳出土埴輪
- 上太寺遺跡2号方形周溝墓出土ガラス小玉及び台付甕形土器
- 阿弥陀三尊図像月待供養板碑
- 天文十六年銘地蔵図像板碑
- 諏訪坂遺跡1号・2号住居跡出土遺物
- 大久保領家遺跡出土常滑焼大甕
- 馬場小室山遺跡第51号土壙出土縄文土器
- 稲荷原遺跡出土縄文時代早期土器及び石器

## 有形文化財 歴史資料
- 私年号板石塔婆
- 阿弥陀三尊種子板石塔婆
- 廓信寺板石塔婆
- 月待供養板石塔婆
- 文永七年銘板石塔婆
- 来迎阿弥陀三尊板石塔婆
- 延慶二年銘板石塔婆
- 阿弥陀一尊種子板石塔婆
- 延慶三年銘図像板石塔婆
- 十三仏種子月待供養板石塔婆
- 守護侍不入石杭
- 有泉勝長木牌
- 阿弥陀三尊種子板石塔婆　銘正和二二年乙卯卯月日
- 十六日念仏供養板石塔婆　銘永正一五年戊寅十一月十六日
- 藤橋建立関係資料
- 龍門寺所蔵資料
- 児玉南柯遺品
- 五榜の高札
- 地蔵種子板石塔婆
- 徳本上人念仏供養塔
- 足立百不動尊供養塔
- 小泉蘭斎墓碑
- 紀伊徳川家囲鷺定杭
- さぎやまの記并歌
- 紙本淡彩普寛行者画像
- 釈迦種子板石塔婆　康暦三年四月廿七日、比丘尼浄本の銘がある
- 釈迦種子板石塔婆　康暦三年四月廿七日　僧浄源の銘がある
- 「漂客紀事」及び「徳教篇」版木
- 関流算額
- 中西流算額
- 浦和宿絵図
- 玉林院朱印地境内堂社絵図及び古書写
- 与野町絵図
- 正野友三郎一門奉納の算額
- 阿弥陀三尊種子板石塔婆
- 井原和一日記　－筆の跡－
- 定（火付け・火事場取り締まりの高札）
- 定（きりしたん禁制の高札）
- 太政官高札(五榜の掲示）
- 見沼通船器材
- 篠原家の宝篋印塔
- 正元二年銘の板石塔婆
- 圓乘院の石造地蔵菩薩立像
- 赤山通りの石造地蔵菩薩立像
- 綿貫家の算木及び関係文書
- 坂東家文書
- 天保十一年銘秋葉神社算額
- 東泉寺阿弥陀三尊図像板石塔婆
- 岩槻城并侍屋敷城下町迄総絵図

## 無形文化財
- 木遣歌　浦和木遣保存会の会員によって歌われるもの

## 有形民俗文化財
- 清泰寺の庚申塔
- 愛宕神社の算額
- 太子講関係資料
- 厳島神社絵馬
- 文殊寺絵馬
- 辻の庚申塔
- 大倭神社の庚申塔
- 庚申塔　寛文八戊申年十一月吉日造立ノ銘アリ
- 庚申塔　寛保二壬戌歳正月吉日造立ノ銘アリ
- 庚申塔　寛文四甲辰五月廿七日の銘あり
- 地蔵院の地蔵石仏
- 高城寺の庚申塔
- 広田寺本尊縁起絵馬
- 庚申塔　寛文九己酉天七月吉日造立の銘あり
- 庚申塔　寛文九酉二月日の銘あり
- 庚申塔　寛文九年己酉二月吉日の銘あり
- 天満宮絵馬
- 五百羅漢像
- 南部領辻の獅子舞獅子頭、衣裳及び道具類
- 身形神社の雨乞い絵馬
- 本太観音堂連経講絵馬
- 石尊講木製奉納太刀　天明二年、四ツ屋村講中の銘がある
- 石尊講木製奉納太刀　安永五年、白幡邑講中の銘がある
- 大戸のお聖さま
- 上峰諏訪神社の力石
- 仲町獅子王祭獅子頭及び神輿
- 大久保領家囃子連奉納絵馬
- 寛文五年銘の庚申塔
- 寛文十三年銘の庚申塔
- 延宝二年銘の庚申塔
- 延宝三年銘の庚申塔
- 今羽ささら獅子舞天幕、獅子頭及び天狗面
- 福寿庵百観音
- 中郷薬師堂の元禄十三年無食供養塔
- 「岩槻の古式土俵入り」笹久保地区の天幕

## 無形民俗文化財
- 田島の獅子舞
- 見沼通船舟歌
- 深作ささら獅子舞
- 秋葉ささら獅子舞
- 日進餅つき踊り
- 大久保領家の民謡と踊
- 砂の万灯
- 駒形の祭ばやし
- 円阿弥の万作踊り
- 宿の祭ばやし
- 氷川女體神社の名越祓え
- 神田の祭りばやし
- 一山神社冬至祭
- 指扇の餅搗き踊り
- 南部領辻の獅子舞
- 鹿手袋の祭ばやし

## 史跡
- 大成館跡
- 側ヶ谷戸古墳群
- 浦和宿石橋と供養仏
- かね山古墳
- 権現塚古墳
- 児玉南柯の墓
- 大岡家の墓
- 浦和宿二・七市場跡
- 羽根倉河岸跡
- 膝子一里塚
- 鈴木荘丹の墓
- 西沢曠野の墓
- 大成領主小栗忠政一族の墓
- 指扇領主山内一唯一族の墓
- 塚山古墳
- 神明寺古墳
- 白鍬塚山古墳
- 本杢古墳
- 大戸貝塚
- 浦和宿本陣跡
- 岩槻城大構
- 片柳の筆塚
- 藤橋の六部堂
- 内谷氷川社境内
- 太田氏資宝筺印塔
- 氷川女體神社磐船祭祭祀遺跡
- 神明神社古墳
- 稲垣田龍の墓
- 高力清長・徳松丸・竹の局の墓及び供養塔
- 郷学戩穀堂の碑
- 旗本青木高頼一族の墓及び宝篋印塔
- 池上家冨士浅間塚及び関連資料
- 岩槻藩主阿部家の墓

## 天然記念物
- ユーカリ樹（埼玉県立浦和第一女子高等学校）
- 真福寺のイチョウ
- 御蔵のクマガイソウ
- クマガイソウ自生地（緑区東浦和）
- セイコノヨシ自生地
- 山崎の大ケヤキ
- 大和田の五葉松（西）
- 景元寺のシイノキ
- センダンバノボダイジュ
- 大和田の五葉松（東）
- 圓蔵院のシダレザクラ
- 圓蔵院の大イチョウ
- 砂の大ケヤキ
- 砂のモッコク
- 圓乘院の千代桜
- 薬師堂のマキ
- 宮原の大ケヤキ
- 氷川女體神社社叢
- 太田窪のカヤ
- 御蔵のイカリソウ
- 日進のハナノキ
- 辻のムクノキ
- 大興寺のヒイラギ
- 宮原小学校のセンダン
- 普門院のタラヨウ
- 普門院のチリメンカエデ
- 普門院のキャラ
- コルクガシ
- 大興寺のウメ
- 東泉寺のボダイジュ
- 山崎のボダイジュ
- 延命寺のムクノキ
- 砂のヒヨクヒバ
- 調神社の境内林
- 辻のムクロジ
- 大日堂のシイノキ
- 染谷のタラヨウ
- 植田谷本のクスノキ
- 大久保神社社叢
- 薬師堂のヒイラギ
- 睦神社社叢
- カイノキ（浦和北公園）
- 三橋のヒイラギ
- 十王尊の大イチョウ
- 林光寺の大ケヤキ
- 氷川参道の並木
- 大和田のムクノキ
- 金剛院のタブノキ
- 金剛院のカヤ
- 金剛院のシイノキ
- 満福寺のシラカシ
- 光秀寺のカヤの木
- 南中丸のアカガシ
- 蓮沼のムクロジ
- カシワ
- 清浄院のサルスベリ
- 行弘寺のツバキ
- 沼影観音堂のイヌマキ
- 上小町氷川神社のモッコク
- 御嶽神社のイヌマキ
- 大谷場氷川神社のユリノキ
- 大泉院のウスギモクセイ
- 廓信寺のカヤ
- 岩槻城跡のケヤキ
- 林鐘寺のイトザクラ
- 正圓寺のドウダンツツジ
- 岩槻小学校のイチョウ
- 法光寺のシイノキ
- 小室社のタブノキ